# بليصور
بليصور (بمعنى "الأكثر شبهًا بالعظاءة") هو جنس منقرض من البلصورات الفتاكات البحرية المعروفة من العصر الجوراسي المتأخر (المراحل الكيمريدجي والتيثوني) في أوروبا وأمريكا الجنوبية. يبلغ طول معظم الأنواع الأوروبية من البلصور حوالي 8 أمتار (26 قدمًا) ووزنها حوالي 5 أطنان مترية (5.5 طن قصير)، لكن P. rossicus وP. funkei كانا من أكبر البليصورات على الإطلاق، حيث تجاوز طولهما 10 أمتار (33 قدمًا). احتوى هذا الجنس على العديد من الأنواع في الماضي، لكن المراجعات الأخيرة وجدت ستة أنواع فقط (P. brachydeirus (نوع نمطي)، وP. carpenteri، وP. funkei، وP. kevani، وP. rossicus وP. westburyensis) صالحة بشكل قاطع. من المحتمل أن ينتمي نوع باتاغوني واحد P. patagonicus إلى جنس مختلف ضمن فصيلة البليصورات. حاليًا، يعتبر P. brachyspondylus وP. macromerus مشكوكًا فيهما، بينما يعتبر P. portentificus غير مُشخص. يتم التمييز بين أنواع هذا الجنس والبليصورات الأخرى على أساس سبعة أشكال ذاتية، بما في ذلك الأسنان التي تكون مثلثة الشكل في المقطع العرضي. من المحتمل أن نظامهم الغذائي كان يتضمن الأسماك ورأسيات الأرجل والزواحف البحرية.